# فيكي وليامز
فيكي وليامز (بالإنجليزية: Vicki Williams)‏ هي مصارعة محترفة أمريكية، ولدت في 21 أبريل 1956 في سافانا في الولايات المتحدة.